# Aleksandr Smoliar
Aleksandr Smoliar (ruso: Александр Смоляр, Yuzhno-Sajalinsk, Rusia; 19 de julio de 2001), es un piloto de automovilismo ruso. En 2022 corrió en la Campeonato de Fórmula 3 de la FIA con el equipo MP Motorsport.

## Carrera

### Inicios
Smoliar comenzó su carrera en el automovilismo en el karting en 2012, en la que compitió hasta 2016. Su última temporada fue la más exitosa, con victorias en la clase OK tanto de la WSK Night Edition como del Trofeo Andrea Margutti y varios podios en otros campeonatos.

### Fórmula 4
En 2017, Smoliar se cambió a las carreras de fórmula, haciendo su debut en la Fórmula 4 tanto en el SMP como en el Campeonato de España de F4 con SMP Racing. En el Campeonato SMP subió al podio once veces, pero no logró ninguna victoria. Aun así, detrás de Christian Lundgaard y Bent Viscaal, terminó tercero en la clasificación con 217 puntos. En el campeonato de España consiguió un total de siete victorias en el Circuito de Navarra (dos veces), el Circuito de Barcelona-Cataluña, el Circuito de Jerez (tres veces) y el Circuito Paul Armagnac. Debido a una doble descalificación de Navarra y una serie de otros cero puntos, no pasó de tercero en el campeonato detrás de Lundgaard y Viscaal con 263 puntos.

### Eurocopa de Fórmula Renault

#### 2018
En 2018 Smoliar se cambió a la Eurocopa de Fórmula Renault, en la que jugó para Tech 1 Racing. Tuvo una temporada de debut razonable con un cuarto lugar en el Autodromo Nazionale di Monza como lo más destacado. Con 57 puntos, terminó duodécimo en el campeonato. Como parte de este programa, también participó en varias carreras como piloto invitado en la Copa de Europa del Norte de Fórmula Renault, en la que el quinto puesto en Nürburgring fue su mejor resultado.

#### 2019
En 2019, Smoliar condujo una segunda temporada en la Eurocopa de Formula Renault, pero luego cambió al equipo R-ace GP. Logró más éxitos este año con tres victorias en Monza, el Circuito de Mónaco y el Hockenheimring. Con otros siete podios durante la temporada, quedó tercero detrás de Oscar Piastri y Victor Martins con 255 puntos.

### Campeonato de Fórmula 3 de la FIA

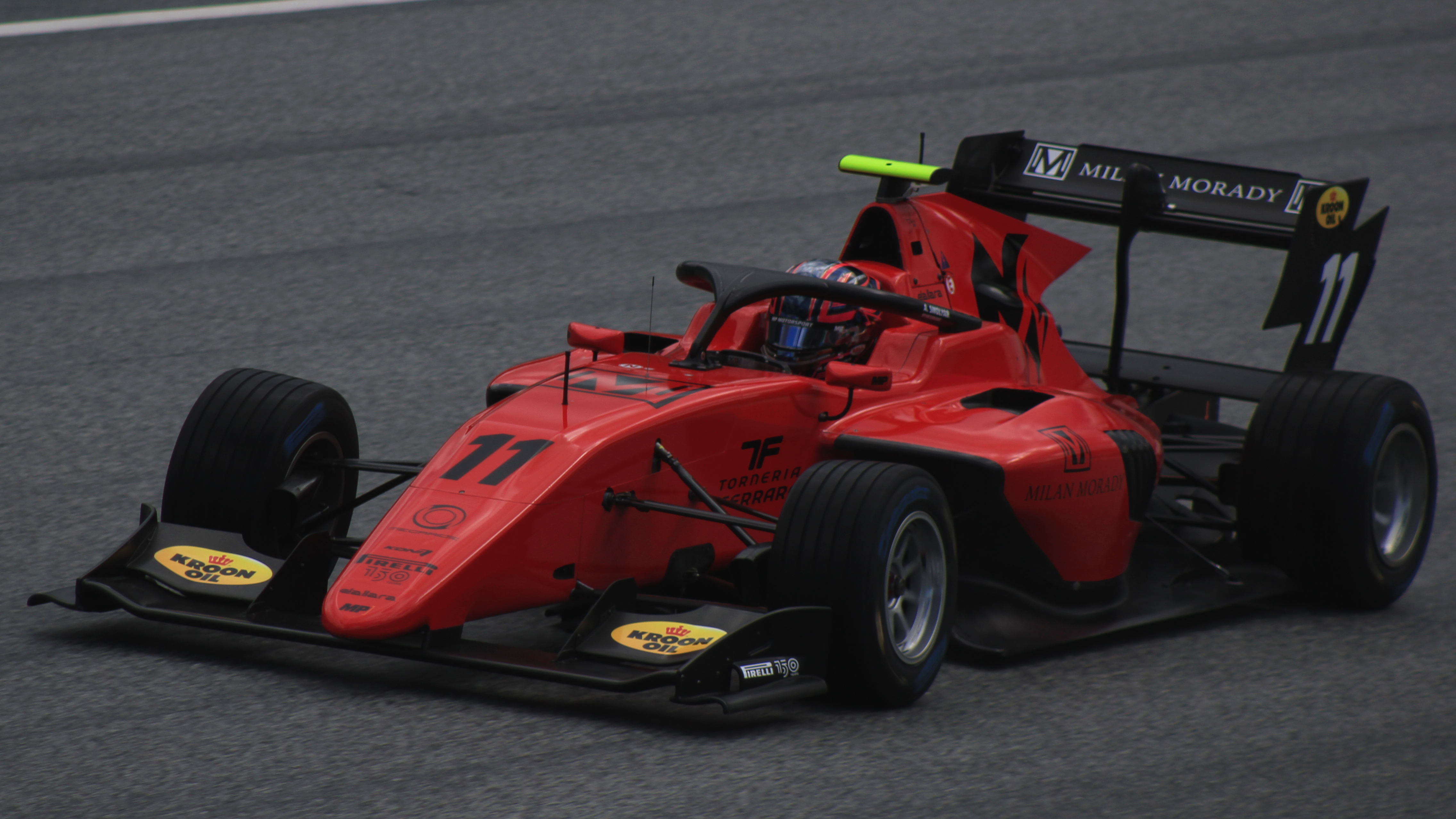
Smolyar en Red Bull Ring, 2022.

En 2020, Smoliar pasará al Campeonato de Fórmula 3 de la FIA, donde competirá para ART Grand Prix.

## Resumen de carrera
| Temporada | Categoría                                   | Equipo                 | Carreras     | Victorias    | Poles        | VR           | Podios       | Puntos       | Pos.         |
| --------- | ------------------------------------------- | ---------------------- | ------------ | ------------ | ------------ | ------------ | ------------ | ------------ | ------------ |
| 2017      | SMP Fórmula 4                               | SMP Racing             | 21           | 0            | 2            | 0            | 11           | 217          | 3.º          |
| 2017      | Campeonato de España de F4                  | SMP Racing             | 20           | 7            | 6            | 3            | 13           | 264          | 3.º          |
| 2018      | Eurocopa de Fórmula Renault                 | Tech 1 Racing          | 20           | 0            | 0            | 0            | 0            | 57           | 12.º         |
| 2018      | Copa de Europa del Norte de Fórmula Renault | Tech 1 Racing          | 10           | 0            | 0            | 0            | 0            | 18           | 17.º         |
| 2019      | Eurocopa de Fórmula Renault                 | R-ace GP               | 20           | 3            | 2            | 4            | 10           | 255          | 3.º          |
| 2020      | Campeonato de Fórmula 3 de la FIA           | ART Grand Prix         | 18           | 0            | 1            | 1            | 1            | 59           | 11.º         |
| 2021      | Campeonato de Fórmula 3 de la FIA           | ART Grand Prix         | 20           | 2            | 0            | 2            | 4            | 107          | 6.º          |
| 2022      | Campeonato de Fórmula 3 de la FIA           | MP Motorsport          | 16           | 1            | 2            | 1            | 3            | 76           | 10.º         |
| 2023      | Russian Circuit Racing Series - Touring     | Lukoil Racing Team     | 12           | 2            | 1            | 2            | 8            | 266          | 3.º          |
| 2023-24   | Middle East Trophy - 992                    | SMP Racing             | 1            | 0            | 1            | 0            | 0            | 0            | NC†          |
| 2024      | Russian Circuit Racing Series - Touring     | Lukoil Racing SMP Team | 14           | 1            | 0            | 2            | 8            | 248          | 3.º          |
| 2025      | Middle East Trophy - GT3                    | SMP Racing             | 2            | 0            | 0            | 0            | 0            | 25           | 5.º          |
| 2025      | Russian Circuit Racing Series - Touring     | G-Drive SMP Racing     | Disputándose | Disputándose | Disputándose | Disputándose | Disputándose | Disputándose | Disputándose |
| Fuente:   |                                             |                        |              |              |              |              |              |              |              |

## Resultados

### Campeonato de Fórmula 3 de la FIA
(Clave) (negrita indica pole position) (cursiva indica vuelta rápida puntuable)

| Año  | Escudería      | 1    | 1    | 2    | 2    | 3   | 3   | 4    | 4    | 5    | 5    | 6   | 6   | 7   | 7   | 8   | 8   | 9   | 9   | Pos. | Puntos | Ref.  |
| ---- | -------------- | ---- | ---- | ---- | ---- | --- | --- | ---- | ---- | ---- | ---- | --- | --- | --- | --- | --- | --- | --- | --- | ---- | ------ | ----- |
| 2020 | ART Grand Prix | SPI1 | SPI1 | SPI2 | SPI2 | BUD | BUD | SIL1 | SIL1 | SIL2 | SIL2 | BAR | BAR | SPA | SPA | MNZ | MNZ | MUG | MUG | 11.º | 59     | [ 8 ] |
| 2020 | ART Grand Prix | 9    | 7    | Ret  | 20   | Ret | 7   | 10   | 6    | 13   | 14   | 11  | 12  | 4   | 4   | 20  | 3   | 7   | 10  | 11.º | 59     | [ 8 ] |

| Año  | Escudería      | 1   | 1   | 1   | 2   | 2   | 2   | 3   | 3   | 3   | 4   | 4   | 4   | 5   | 5   | 5   | 6   | 6   | 6   | 7   | 7   | 7   | Pos. | Puntos | Ref.  |
| ---- | -------------- | --- | --- | --- | --- | --- | --- | --- | --- | --- | --- | --- | --- | --- | --- | --- | --- | --- | --- | --- | --- | --- | ---- | ------ | ----- |
| 2021 | ART Grand Prix | BAR | BAR | BAR | LEC | LEC | LEC | SPI | SPI | SPI | BUD | BUD | BUD | SPA | SPA | SPA | ZAN | ZAN | ZAN | SOC | SOC | SOC | 6.º  | 107    | [ 9 ] |
| 2021 | ART Grand Prix | 1   | Ret | 11  | 1   | 7   | 8   | 14  | 2   | 4   | 6   | 4   | 6   | 10  | 8   | 3   | 24  | 15  | 3   | 22  | C   | 23  | 6.º  | 107    | [ 9 ] |

| Año  | Escudería     | 1   | 1   | 2   | 2   | 3   | 3   | 4   | 4   | 5   | 5   | 6   | 6   | 7   | 7   | 8   | 8   | 9   | 9   | Pos. | Puntos | Ref.   |
| ---- | ------------- | --- | --- | --- | --- | --- | --- | --- | --- | --- | --- | --- | --- | --- | --- | --- | --- | --- | --- | ---- | ------ | ------ |
| 2022 | MP Motorsport | SAK | SAK | IMO | IMO | BAR | BAR | SIL | SIL | SPI | SPI | BUD | BUD | SPA | SPA | ZAN | ZAN | MNZ | MNZ | 10.º | 76     | [ 10 ] |
| 2022 | MP Motorsport | 3   | 23  | 8   | 14  | 6   | 4   |     |     | 9   | 7   | 15  | 1   | 3   | 9   | 14  | 10  | 25  | 27† | 10.º | 76     | [ 10 ] |